# Scambus hirticauda
Scambus hirticauda är en stekelart som först beskrevs av Léon Abel Provancher 1886.  Scambus hirticauda ingår i släktet Scambus och familjen brokparasitsteklar. Inga underarter finns listade i Catalogue of Life.